# Stora Lenntjärnen
Stora Lenntjärnen är en sjö i Falu kommun i Dalarna och ingår i Dalälvens huvudavrinningsområde.